# Rock of Ages (1918)
Rock of Ages é um filme de drama mudo produzido no Reino Unido, dirigido por Bertram Phillips e lançado em 1918.